# Сьерра-Леоне на летних Олимпийских играх 1968
Сьерра-Леоне принимала участие в Летних Олимпийских играх 1968 года в Мехико (Мексика) в первый раз за свою историю, но не завоевала ни одной медали.